# Wodonga
Wodonga is een stad in de Australische deelstaat Victoria. De stad telt ruim 31.000 inwoners (in 2011) en ligt 320 kilometer ten noordoosten van de hoofdstad van Victoria, Melbourne. De stad is gesticht in 1852.

## Geschiedenis
Wodonga was oorspronkelijk als douanepost samen met haar zusterstad Albury aan de andere kant van de rivier de Murray. De stad groeide snel na de opening van de eerste brug over de Murray in 1860. Oorspronkelijk heette de stad Wodonga, totdat zijn naam werd veranderd in Belvoir en daarna weer terug in Wodonga. Het eerste postkantoor werd geopend op 1 juni 1856.